# Porterova analýza pěti sil

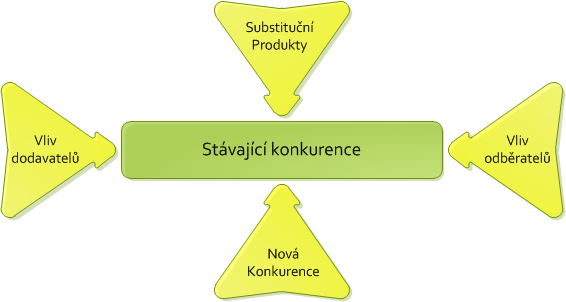
Grafické znázornění Porterova modelu

Porterův model pěti sil patří k základním a zároveň nejvýznamnějším nástrojům pro analýzu konkurenčního prostředí firmy a jejího strategického řízení. Jejím tvůrcem je profesor Michael Eugene Porter z Harvard Business School, Institute for Strategy and Competitiveness.
Model se snaží odvodit sílu konkurence v analyzovaném odvětví a tím pádem také ziskovost daného sektoru trhu. K dosažení tohoto cíle rozebírá pět klíčových vlivů, které konkurenceschopnost firmy přímo či nepřímo ovlivňují.
Porterova analýza pěti sil byla vytvořena v reakci na populární SWOT analýzu, kterou Porter považoval za příliš obecnou a hrubou. Tu se mu však nepodařilo nahradit, v praxi jsou dnes používány obě.

## Porterových pět sil

### Stávající konkurence
V reálném ekonomickém prostředí mezi sebou firmy zápasí o konkurenční výhodu, která může mít mnoho podob. M. Porter mluví o dvou základních typech konkurenční výhody:
- Nákladová
- Diferenciační

Podnik má tedy konkurenční výhodu, pokud je schopen dodávat relativně stejně kvalitní výrobek či službu jako konkurence s nižšími náklady nebo kvalita jeho výrobků (resp. služeb) přesahuje kvalitu produktů konkurence. Kvalitou je zde rozuměna jakákoliv přidaná hodnota, může jít třeba i o rychlejší dopravu.
Firmy ve snaze získat co nejvyšší podíl na trhu používají mnoho nástrojů, zde jsou uvedeny jedny z nejčastěji používaných:
- Technologické inovace
- Cenové závody
- Reklamní bitvy
- Poskytování lepších zákaznických služeb
- Nové výrobky

Intenzita této síly je ovlivňována následujícími faktory:
- Množství firem na trhu
- Dynamika růstu trhu
- Fixní a skladovací náklady
- Náklady spojené se vstupem firmy na trh

### Nová konkurence
Při analýze firemního konkurenčního prostředí musíme brát v potaz kromě současné konkurence také potenciální konkurenci z řad podniků působících v jiných odvětví či firmy zcela nové. Obzvláště odvětví, které se vyznačují velkou ziskovostí, lákají mnoho nových firem. Teoreticky může na trh kdykoliv přibýt nová firma. Reálně však existuje mnoho bariér, které brání vstoupit novým hráčům na trh.
Mezi tyto bariéry patří:
- Regulace vlády - sem patří třeba kapitálová přiměřenost u bank
- Patenty a know-how
- Aktiva nutná pro vstup na trh - například distribuční síť
- Vysoká loajalita zákazníků k zavedeným značkám

### Vliv odběratelů (zákazníků)
Vlastní vliv odběratelů je ovlivněn mnoha aspekty. Důležité je si uvědomit heterogenitu na trhu výrobků a služeb (tedy odběratelů). Jednotliví odběratelé se od sebe liší svou velikostí, svými potřebami, požadovanou kvalitou výrobků (resp. služeb) a potenciálem růstu. Zvláště relativní velikost odběratele vzhledem k ostatním firmám ve stejném segmentu má na zkoumanou firmu velký vliv.
O velké vyjednávací síle odběratelů mluvíme v následujících případech:
- Velmi malý počet odběratelů – v takovém případě se objevuje velký tlak odběratelů na cenu produktů a na jejich kvalitu. V extrémním případě, kdy existuje pouze jeden odběratel, dostává se tento subjekt do pozice monopsonu a může si prakticky určovat cenu
- Malé množství odběratelů kupuje většinu výstupu – tato skupina odběratelů se pak dostane do podobné pozice jako v případě celkově malého počtu odběratelů. Navíc výroba se standardizuje a přizpůsobuje požadavkům velkých odběratelů
- Síla jednoho odběratele je tak velká, že dokáže koupit producenta, případně konkurenční odběratele
- Odběratelé mají nízký zisk – při zvýšení ceny produktu hrozí odběratelé odchodem
- Malá spojitost mezi výrobkem (službou) producenta a kvalitou konečného výrobku (služby)
- Výrobek je standardizovaný – není problém přejít k jinému dodavateli

Odběratelé mají malou vyjednávací sílu, pokud:
- Producenti se sjednocují – taková integrace může dojít až k převzetí některých odběratelů
- Existují velké náklady odběratelů na změnu dodavatele – k takové situaci dochází zvláště vlivem nízké standardizace výrobku
- Odběratelé jsou příliš fragmentováni – jednotliví odběratelé odebírají pouze velmi malou část produkce
- Jeden výrobce má na trhu velmi velký podíl – konkurence výrobce by neuspokojila poptávku v případě hromadného odchodu od tohoto výrobce s kritickým podílem na trhu

Pomocí těchto bodů můžeme obecně charakterizovat vliv odběratelů podle typu výrobků, které kupují od výrobců. Reklamní výrobky se vyznačují nízkou technickou náročností výroby, proto zde existuje velká konkurence ze strany výrobců. Odběratel se pak nemusí vázat na jednoho konkrétního dodavatele a má tak velkou vyjednávací sílu. Tuto produkci však můžeme označit pouze za okrajovou. Podobná situace panuje u spotřebních výrobků. Výjimkou jsou technické výrobky, kde je výroba náročná jak na technické vybavení, tak na kvalifikovanou pracovní sílu. To se projevuje zvláště v kvalitativních požadavcích odběratelů, které v tomto segmentu velmi variují. Proto je standardizace velice obtížná a náklady na změnu odběratele vysoké. Vyjednávací pozice odběratele je v tomto případě velice malá.

### Vliv dodavatelů
Každé průmyslové odvětví vyžaduje k produkci zdroje - pracovní sílu, materiály, již hotové komponenty a jiné zásoby. Tím se vytvářejí vztahy mezi dodavateli a odběrateli - zásobovací řetězce. Sílu dodavatelů v těchto vztazích ovlivňuje mnoho faktorů.
Dodavatelé jsou silní, pokud nastane alespoň jedna z následujících podmínek:
- Odběratelé jsou pouze podružnými zákazníky dodavatelů
- Na trhu existuje pouze malé množství dodavatelů
- Hrozí jejich integrace ve větší celky
- Odběratelé by museli bez produktů dodavatelů zastavit produkci

### Substituční produkty
Substitučními produkty jsou v Porterově modelu myšleny produkty z jiného průmyslového odvětví, které mohou dané produkty nahradit. Tedy pro jistou skupinu odběratelů mají stejnou funkci, jen jsou postaveny na jiné technologie. Hrozbou pro firmu je i jejich pouhá existence. Tyto výrobky se pak stávají konkurenčními a jejich cena má velký vliv i na analyzovanou firmu.
Na první pohled by se tak mohlo zdát, že se v případě substitučních produktů jedná o konkurenci, ale není to tak úplně pravda. Jsou to produkty, které může náš zákazník použít místo těch našich a jsou přitom z úplně jiného odvětví. Jsme-li taxi, je pro nás substitučním produktem třeba vlastní auto, stejně jako MHD nebo kolo. Do jisté míry tedy konkurencí představují, a proto bychom je neměli pouštět ze zřetele.

## Šestá síla
Porterova analýza pěti sil je klíčovým nástrojem pro strategické řízení, který umožňuje firmám pochopit dynamiku konkurenčního prostředí. Tento model poskytuje hluboký vhled do faktorů, které ovlivňují ziskovost a atraktivitu odvětví. Vedle původních pěti sil navrhují někteří odborníci přidání šesté síly, kterou jsou komplementy. Komplementy jsou produkty nebo služby, které zvyšují hodnotu primárního produktu. Například portál iTunes zvýšil prodej iPodů, a naopak. Tento koncept rozšiřuje tradiční Porterův model a pomáhá firmám lépe porozumět komplexním vztahům na trhu a strategicky plánovat.

## Jak správně sestavit Porterův model pěti sil
- Definice odvětví: Jasně vymezte odvětví nebo trh, na kterém podnikáte, z hlediska produktů, geografického rozsahu a zákazníků.
- Analýza konkurence: Identifikujte hlavní konkurenty, zhodnoťte intenzitu konkurence podle počtu a velikosti konkurentů, růstu odvětví a věrnosti zákazníků.
- Hrozba nových vstupů: Posuďte bariéry vstupu, jako jsou kapitálové nároky, regulace nebo přístup k distribučním kanálům, a zhodnoťte pravděpodobnost vstupu nových hráčů na trh.
- Síla dodavatelů: Analyzujte vyjednávací sílu dodavatelů na základě jejich koncentrace a dostupnosti náhradních materiálů.
- Síla odběratelů: Zhodnoťte vyjednávací sílu zákazníků podle jejich počtu, standardizace produktů a cenové citlivosti.
- Hrozba substitutů: Určete náhradní produkty, které mohou nahradit vaše produkty, a posuďte jejich hrozbu na základě ceny, výkonu a loajality zákazníků.
- Strategické závěry: Na základě analýzy pěti sil formulujte strategická doporučení pro zlepšení konkurenceschopnosti vaší firmy.